# Sabine Weinert
Sabine Weinert (* 1957) ist eine deutsche Entwicklungspsychologin und emeritierte Hochschullehrerin.

## Leben
Weinert absolvierte ein Studium der Psychologie sowie ein ergänzendes Studium der Mathematik, Germanistik und Pädagogik an den Universitäten Freiburg i. Br. und Bochum. Im Jahr 1990 promovierte sie an der Universität Bielefeld und sie habilitierte sich dort 1998 im Fach Psychologie. Daraufhin übernahm sie in Bielefeld bis 1999 eine Vertretungsprofessur für Psychologie und war im Anschluss Hochschuldozentin für Entwicklungspsychologie an der Universität Münster. In den Jahren 2000–2001 hatte sie die Professur für Entwicklungs- und Erziehungspsychologie an der Universität Erfurt inne. Seit 2002 hatte sie den Lehrstuhl für Psychologie I – Entwicklungspsychologie an der Universität Bamberg inne. Dort wurde sie im Oktober 2023 emeritiert. (Emerita of Excellence am Graduiertenzentrum Trimberg Research Academy).